# Octavio Bianchi
Octavio Andrés Bianchi (n. Maipú, Buenos Aires, Argentina; 5 de octubre de 1995) es un futbolista argentino. Juega de delantero en Orense de la Serie A de Ecuador.

## Trayectoria

### Torneo Federal B, Torneo Federal C y Torneos Regionales
Empezó su carrera como futbolista profesional en el año 2016 en Sarmiento de Ayacucho para disputar el Torneo Federal B de aquel año. Al año siguiente pasó a Ferro Carril Sud de Olavarría donde quedó en primer puesto de la Zona A de la Región Pampeana Sur y llegó a jugar un partido definitorio por el ascenso pero perdió contra Sol De Mayo. En el año 2018 decide bajar una categoría para jugar en Unión de Maipú, equipo de su pueblo de origen y en el mismo año también jugó en Belgrano de Coronel Vidal del Partido de Mar Chiquita.
Al año siguiente pasa a Ever Ready de Dolores para jugar el Torneo Regional Federal Amateur 2019 donde no logra la clasificación a la Primera Fase en la Zona 3 de la Región Pampeana Sur.
En el año 2020 pasa a Club Ciudad de Bolívar donde no pudo finalizar el torneo de aquel año porque el mismo fue suspendido después de la disputa parcial de la primera fecha de la Segunda ronda, por las medidas gubernamentales para evitar la propagación de la covid-19. Tras su cancelación disputó el Torneo de Transición Regional 2020-21 donde logró el ascenso al Torneo Federal A.

### Torneo Federal A y Primera Nacional
Al año siguiente pasa a Sansinena para disputar el Torneo Federal A 2021 donde disputó 23 encuentros y marcó 11 tantos. y por sus buenas actuaciones finalmente se concretó su llegada a la segunda categoría del fútbol argentino al ser fichado por el Club Atlético All Boys para jugar el Campeonato de Primera Nacional 2022.

### Primera División
Por ser una de las máximas figuras de la categoría durante el Campeonato de Primera Nacional 2022, al año siguiente fue cedido a préstamo a Rosario Central para afrontar el Campeonato de Primera División del año 2023 luego de haber renovado el vínculo con All Boys hasta el año 2025.

### Primera División de Chile
El viernes 12 de enero de 2024, el Club Deportivo O'Higgins de la Primera División de Chile confirmó la contratación de Bianchi para enfrentar la temporada 2024. Debutó en el elenco de Rancagua en la fecha 1, disputada el 17 de febrero, en el triunfo 3-1 de visita sobre Deportes Copiapó, convirtiendo el segundo tanto celeste a los 6 minutos.

## Estadísticas

### Clubes
- Actualizado hasta el 16 de agosto de 2025.

| Sarmiento (Ayacucho) Argentina | 4.ª                 | 2016                | 16  | 4  | -  | - | - | - | 16  | 4  | ?    |
| Sarmiento (Ayacucho) Argentina | Total club          | Total club          | 16  | 4  | -  | - | - | - | 16  | 4  | ?    |
| Ferro Carril Sud (Olavarría) Argentina | 4.ª                 | 2017                | 22  | 6  | -  | - | - | - | 22  | 6  | ?    |
| Ferro Carril Sud (Olavarría) Argentina | Total club          | Total club          | 22  | 6  | -  | - | - | - | 22  | 6  | ?    |
| Unión (Maipú) Argentina | 5.ª                 | 2018                | ?   | ?  | -  | - | - | - | ?   | ?  | ?    |
| Unión (Maipú) Argentina | Total club          | Total club          | ?   | ?  | -  | - | - | - | ?   | ?  | ?    |
| Belgrano (Coronel Vidal) Argentina | 5.ª                 | 2018                | ?   | ?  | -  | - | - | - | ?   | ?  | ?    |
| Belgrano (Coronel Vidal) Argentina | Total club          | Total club          | ?   | ?  | -  | - | - | - | ?   | ?  | ?    |
| Ever Ready (Dolores) Argentina | 4.ª                 | 2019                | 9   | 4  | -  | - | - | - | 9   | 4  | ?    |
| Ever Ready (Dolores) Argentina | Total club          | Total club          | 9   | 4  | -  | - | - | - | 9   | 4  | ?    |
| Ciudad de Bolívar Argentina | 4.ª                 | 2020                | -   | -  | -  | - | - | - | -   | -  | -    |
| Ciudad de Bolívar Argentina | 4.ª                 | 2020-21             | 11  | 1  | -  | - | - | - | 11  | 1  | ?    |
| Ciudad de Bolívar Argentina | Total club          | Total club          | 11  | 1  | -  | - | - | - | 11  | 1  | ?    |
| Sansinena Argentina | 3.ª                 | 2021                | 26  | 13 | -  | - | - | - | 26  | 13 | 0,50 |
| Sansinena Argentina | Total club          | Total club          | 26  | 13 | -  | - | - | - | 26  | 13 | 0,50 |
| All Boys Argentina | 2.ª                 | 2022                | 30  | 15 | -  | - | - | - | 30  | 15 | 0,50 |
| All Boys Argentina | 2.ª                 | 2025                | 10  | 0  | 1  | 0 | - | - | 11  | 0  | 0,00 |
| All Boys Argentina | Total club          | Total club          | 40  | 15 | 1  | 0 | - | - | 41  | 15 | 0,36 |
| Rosario Central Argentina | 1.ª                 | 2023                | 14  | 0  | 10 | 0 | - | - | 24  | 0  | 0,00 |
| Rosario Central Argentina | Total club          | Total club          | 14  | 0  | 10 | 0 | - | - | 24  | 0  | 0,00 |
| O'Higgins · Chile | 1.ª                 | 2024                | 25  | 5  | 2  | 0 | - | - | 27  | 5  | 0,18 |
| O'Higgins · Chile | Total club          | Total club          | 25  | 5  | 2  | 0 | - | - | 27  | 5  | 0,18 |
| Orense · Ecuador | 1.ª                 | 2025                | 8   | 0  | -  | - | - | - | 8   | 0  | 0,00 |
| Orense · Ecuador | Total club          | Total club          | 8   | 0  | -  | - | - | - | 8   | 0  | 0,00 |
| Total en su carrera | Total en su carrera | Total en su carrera | 171 | 48 | 13 | 0 | - | - | 184 | 48 | 0,27 |
| (1) Las copas nacionales se refiere a la Copa Argentina, Copa de la Liga Profesional y Trofeo de Campeones, Copa Chile. (2) Las copas internacionales se refiere a la Copa Libertadores y a la Copa Sudamericana. (3) Media de goles por encuentro. No incluye goles en partidos amistosos. |                     |                     |     |    |    |   |   |   |     |    |      |

## Palmarés

### Campeonatos nacionales
| Título          | Equipo                | País      | Año  |
| --------------- | --------------------- | --------- | ---- |
| Copa de la Liga | C. A. Rosario Central | Argentina | 2023 |